# Viviënne van den Assem

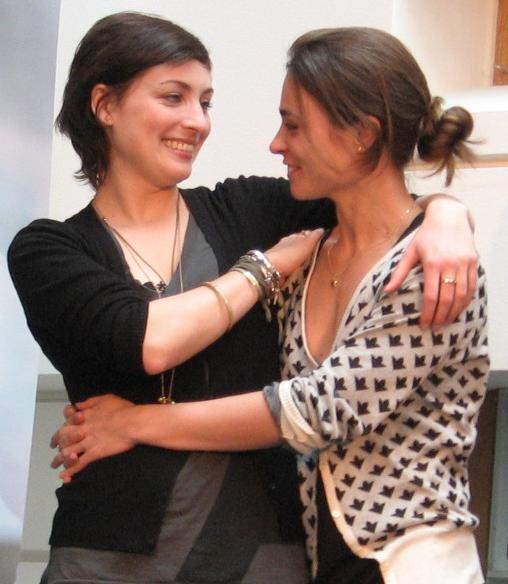
Viviënne van den Assem (links) und Froukje Jansen

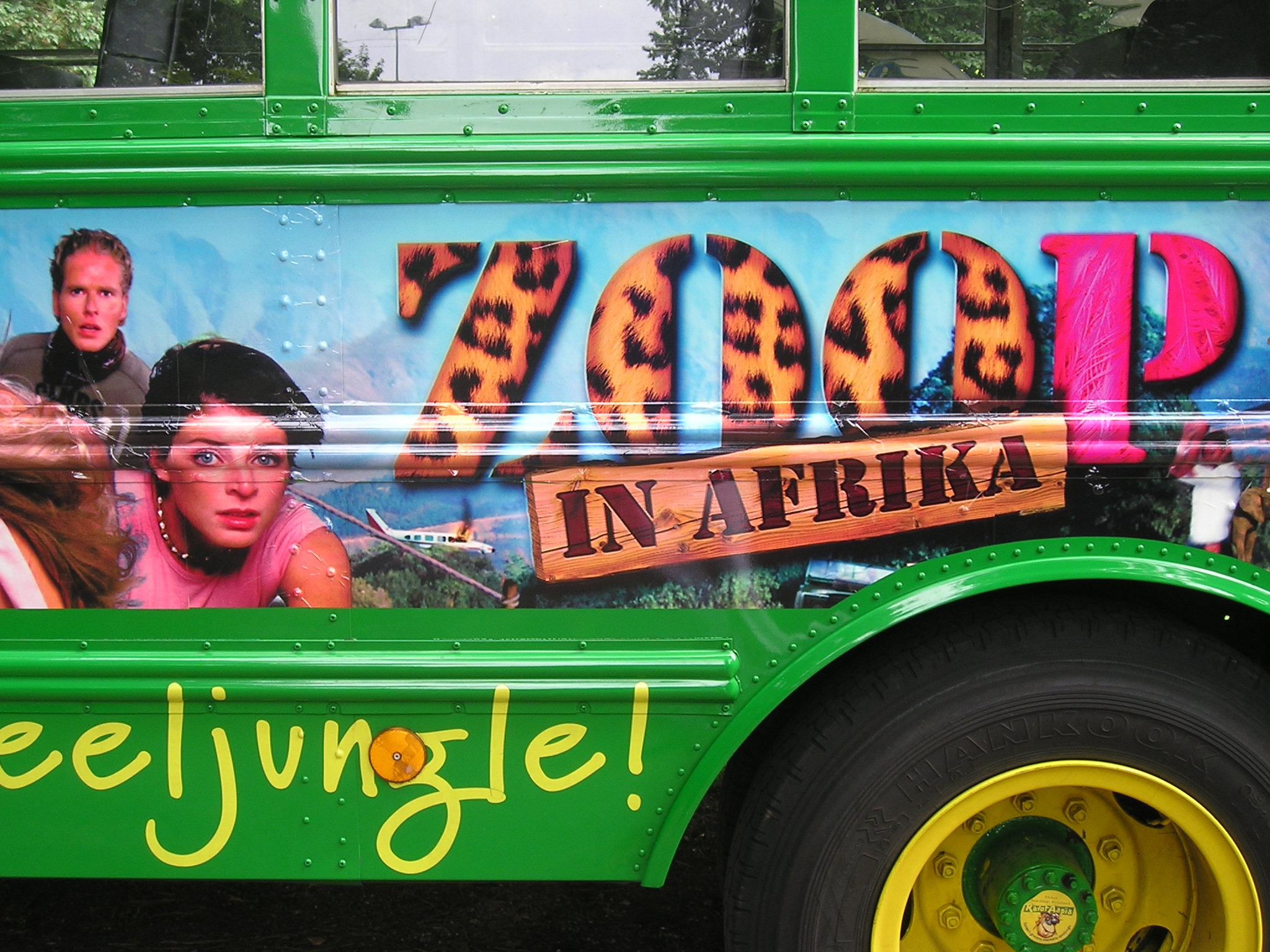
Viviënne van den Assem und Sander Jan Klerk auf dem Promotionbus für den Film Zoop in Afrika

Viviënne Linette van den Assem (* 15. November 1983 in Oud-Beijerland, Südholland) ist eine niederländische Schauspielerin.

## Leben
Viviënne van den Assem ist die Tochter von Wilhelmus (Wim) F.M. van den Assem (* 3. November 1950) und Helena (Ellen) Maria Sanders (* 9. Februar 1952). Sie hat eine vier Jahre ältere Schwester, Nanine Merijse van den Assem (* 5. September 1979). Van den Assem besuchte die Schule CSG Willem van Oranje in Oud-Beijerland. In der vierten Klasse fing sie mit schauspielern an. Ab der sechsten Klasse besuchte sie eine Schule in Den Haag.
Nach der Schule hatte sie im Jahr 2000 ihre erste Rolle in Goudkust (zu deutsch etwa Goldene Küste) als Sophie Bergman, wo sie bis 2001 mitspielte. Sie spielte in dem Film Emergency Exit mit und spielte von 2001 bis 2003 die Rolle der Lizzy Vehmeijer in der niederländischen Soap Onderweg naar Morgen (dt. Auf dem Weg nach Morgen).
Sie stand außerdem mit den Stücken De Bruiloft (1998), Nieuwe Goden (1999), Twelfth Night (2000) und En als het mijn beurt is zal ik zeggen dat het prachtig was en dat ik het voor geen goud had willen missen (2001) auf der Theaterbühne.
2004 bekam sie die Rolle der Elise Pardoel in der Jugendserie ZOOP beim Fernsehsender Nickelodeon. In der Serie geht es um eine Gruppe Jugendlicher, welche eine Ausbildung im Zoo macht. Die Serie hat drei Ableger, in denen die Jugendlichen in einen Zoo im Ausland (Afrika, Indien und Südamerika) wechseln und dort Abenteuer erleben.
Von 2004 bis 2007 moderierte Viviënne van den Assem zusammen mit Chris Silos die Serie At Nick bei Nickelodeon. Als Ersatz von At Nick moderierte sie 2007 zusammen mit Patrick Martens die Sendung Supernick. 2005 und 2007 moderierte sie die niederländische Version der Nickelodeon Kids’ Choice Awards.
Von 2008 bis 2010 spielte sie die Rolle der Sonja Zelenko in der niederländischen VARA-Serie Deadline. 2009 gewann Van den Assem die Spielshow  Wie is de Mol?.
Van den Assem ist mit Arne van Terphoven liiert und lebt in Utrecht.

## Filmografie (Auswahl)
- 2000: De Straat
- 2000–2001: Goudkust (Fernsehserie, 6. Staffel)
- 2001: Emergency Exit (Kurzfilm)
- 2001–2003: Onderweg naar morgen (Fernsehserie, 9.–11. Staffel)
- 2004: Gay
- 2004–2006: ZOOP (Fernsehserie, 1.–3. Staffel)
- 2005: Zoop in Afrika
- 2006: Het woeden der gehele wereld
- 2006: Piet Piraat en het Vliegende Schip
- 2006: Zoop in India
- 2007: Zoop in Zuid-Amerika
- 2007: Könige der Wellen (Surf’s Up, Stimme von Lani)
- 2008: Wall-E (Stimme von Eve)
- 2008–2010: Deadline (Fernsehserie, 1.–2. Staffel)
- 2012: Mees Kees
- 2013: Flikken Maastricht (Fernsehserie)

## Diskografie
- 2005: Wat ik wil met kerstmis... ben jij! mit Kus und Chris Silos
- 2006: Kon het elke dag maar kerstmis zijn mit Kus, Chris Silos und René Froger